# Ryssland i Eurovision Song Contest 2012
Ryssland deltog i Eurovision Song Contest 2012 i Baku i Azerbajdzjan.

## Uttagning
Landet valde sitt bidrag genom en nationell final som hölls den 7 mars 2012. 25 bidrag deltog i finalen och 50% telefonröster och 50% jury användes för att få fram slutresultatet. Vinnare blev gruppen Buranovskije Babusjki med deras låt "Party for Everybody" som fick 38,51 poäng. Tvåa kom Julia Volkova och Dima Bilan som båda två tidigare representerat Ryssland vid Eurovision Song Contest. De hade framfört låten "Back to Her Future" tillsammans och fått 29,25 poäng. Trea kom Timati & Aida Garifullina som framförde "Fantasy" och fick 26,74 poäng.

## Vid Eurovision
Ryssland deltog i den första semifinalen den 22 maj. Där hade de startnummer 14. De tog sig vidare till finalen som hölls den 26 maj. Där hade de startnummer 6. De hamnade på 2:a plats bakom vinnande Sverige med 259 poäng. Ryssland fick poäng från alla länder utom Schweiz. Övriga länder gav dem 3 poäng eller fler. Det enda land som gav dem 12 poäng var Vitryssland. De fick tiopoängare från Ukraina, Azerbajdzjan, San Marino, Lettland och Italien.